# Sphenopsalis
Sphenopsalis is een geslacht van uitgestorven zoogdieren uit het Paleoceen van Centraal-Azië. Het was een lid van de orde Multituberculata en lag binnen de onderorde Cimolodonta en de superfamilie Taeniolabidoidea. Het geslacht werd in 1928 benoemd door William Diller Matthew, W. Granger en George Gaylord Simpson. De geslachtsnaam betekent 'wiggeschaar'.
De enige bekende soort Sphenopsalis nobilis werd ook benoemd door Matthew, Granger en Simpson in 1928. De soortaanduiding betekent 'de edele'. Het werd gevonden bij Gashato in de Nomogen en Khashat-formaties uit het Laat-Paleoceen van Mongolië en China. Het American Museum of Natural History in New York heeft een exemplaar in zijn collectie, holotype AMNH 21736, een tweede linkerkies.